# Obuv
Obuv slouží především k ochraně chodidla a nohy proti úrazu, poranění, chladu, nečistotě, vodě nebo sněhu. Kromě toho podléhá módě a spoluvytváří image svého nositele. . Specializovaná obuv je nezbytná pro některé sporty (bruslení, lyžování, horolezectví atd.), ortopedická obuv kompenzuje vady nohou a chůze. 
Od válek 19. století se především vojenská obuv vyrábí průmyslově, světově známý český velkovýrobce obuvi byl Tomáš Baťa. Známé obuvnické firmy specializované na sportovní obuv jsou Adidas, Nike, Puma atd.
(V roce 2018 vyráběl světově největší z nich - Nike boty za 34 miliard USD, Baťa byl se 2,5 milirdami USD obratu asi na 10. místě). 
Kromě bot pro člověka, existují také boty pro zvířata, např. boty pro koně.

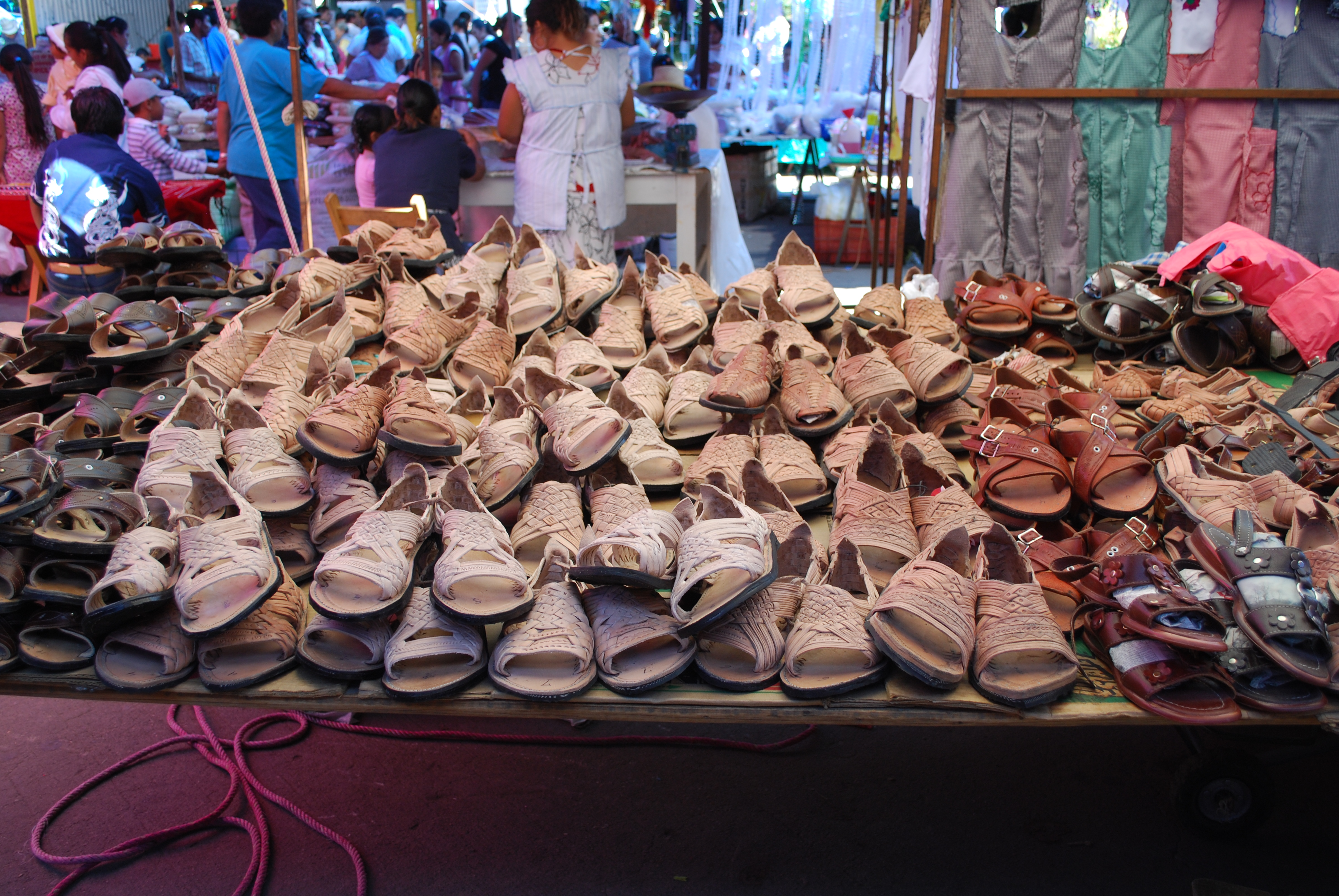
Sandály na trhu v Mexiku

## Historie

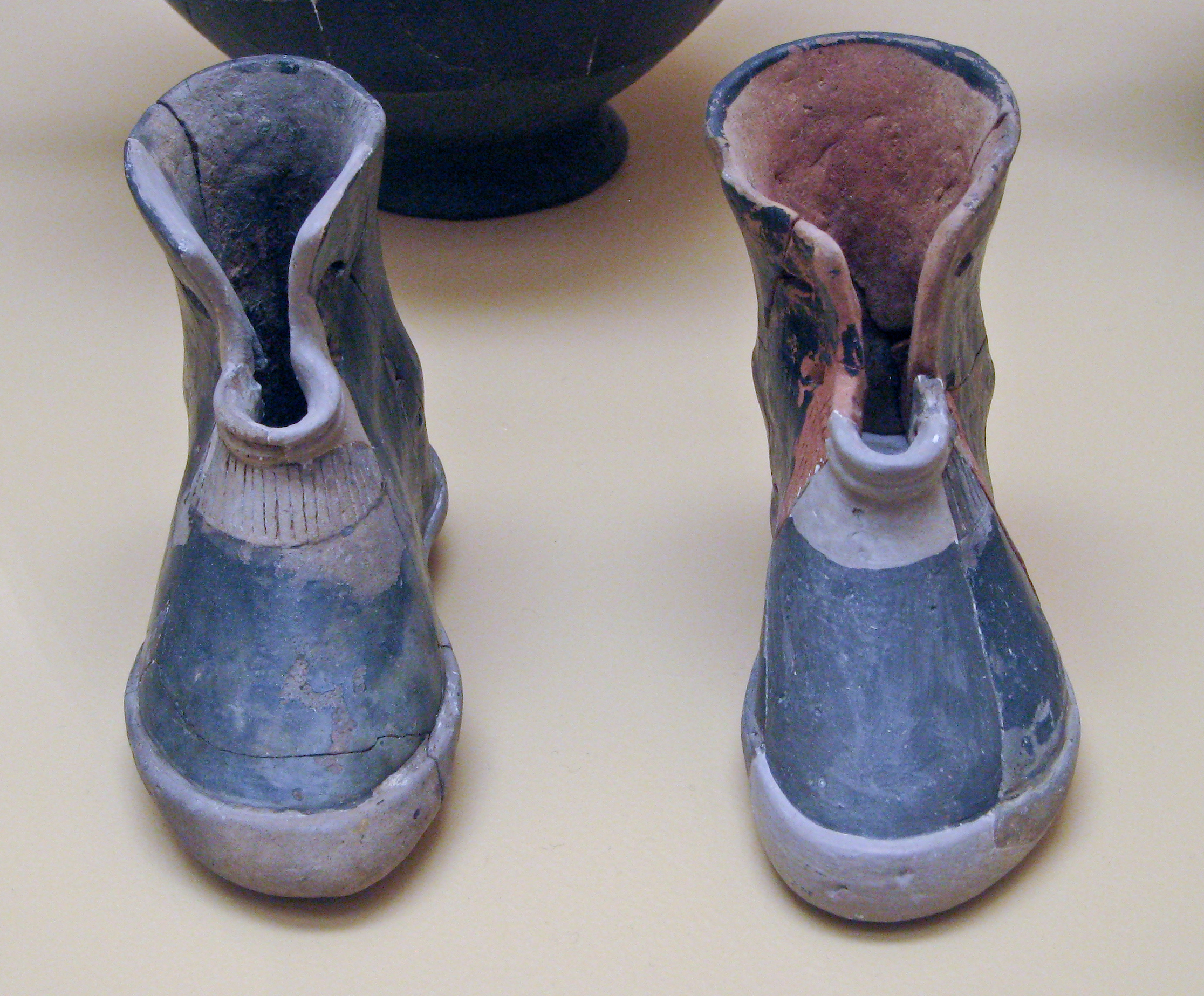
Keramické “boty” z hrobu řecké dámy, asi 900 př. n. l.

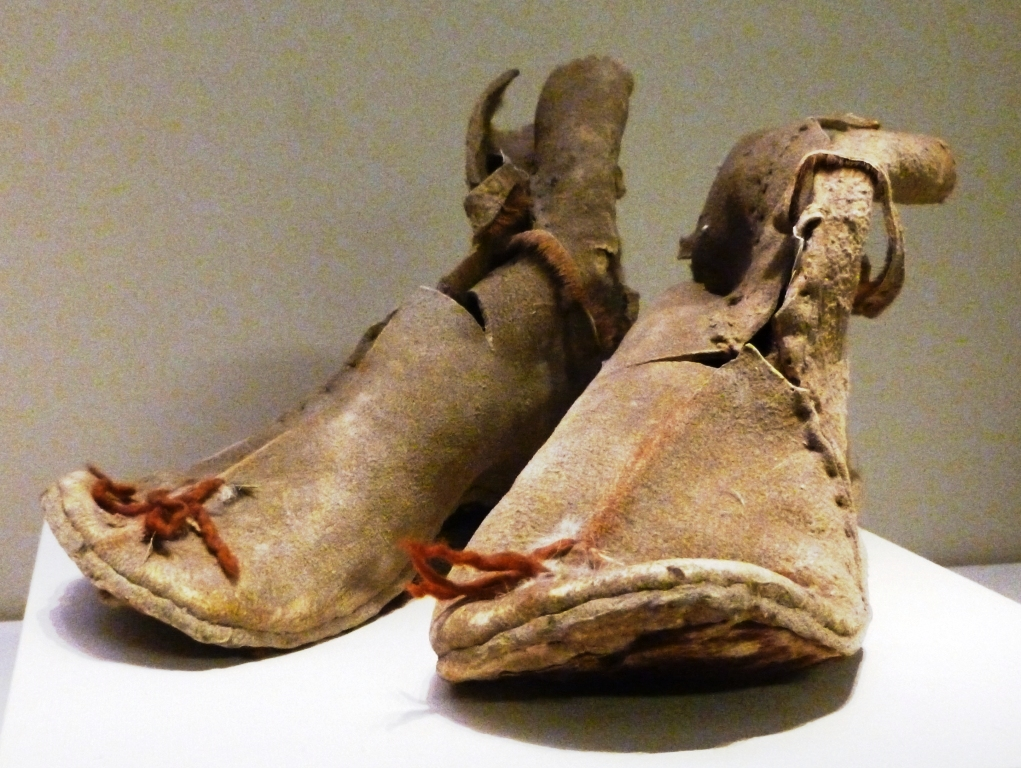
Kožené boty. Dynastie Han, 2.-1. stol. př. n. l.

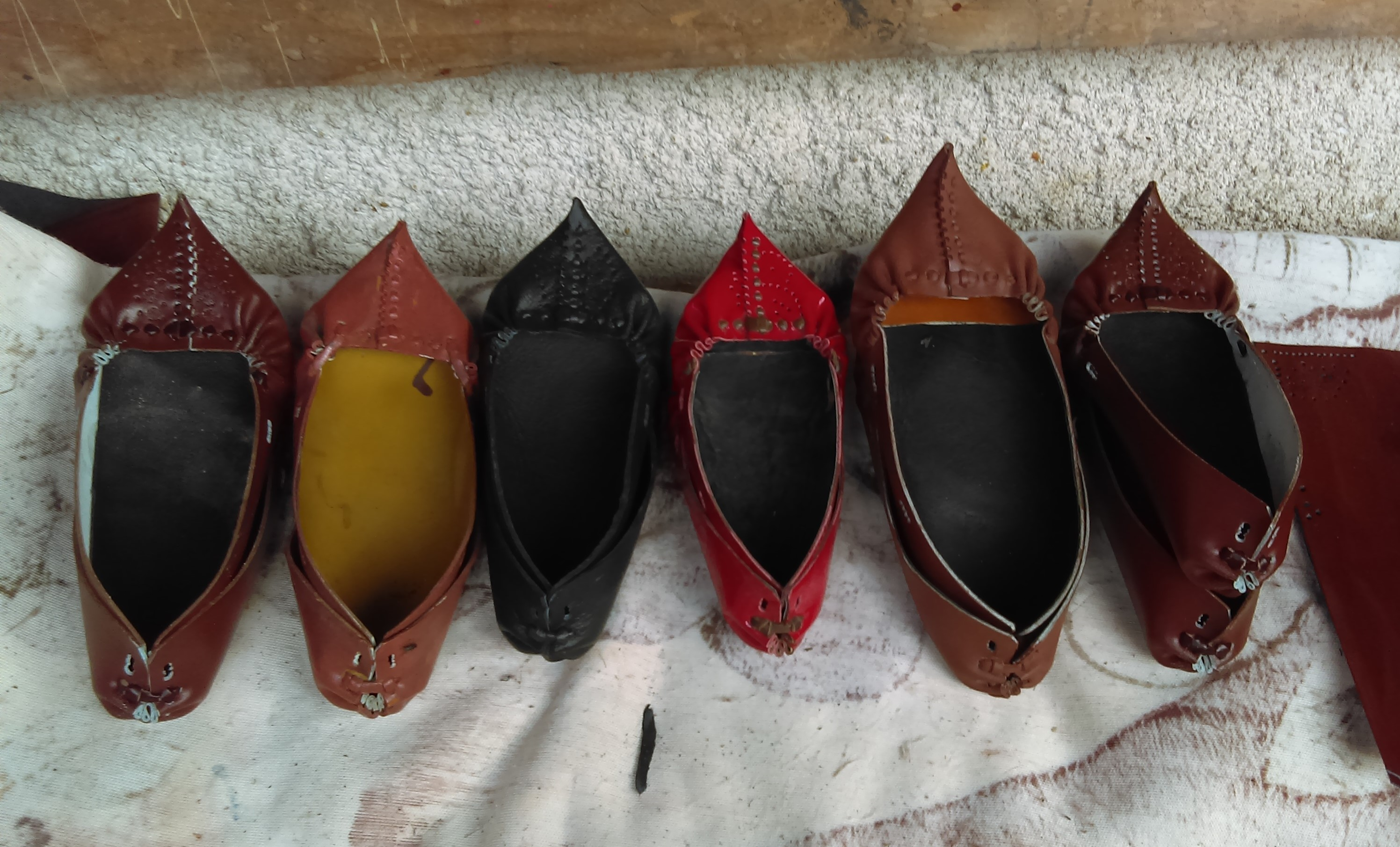
Tradiční rumunské opánky

Nejstarší dochovaná obuv je stará asi 10 tisíc let, jenže obuv se vždycky vyráběla z přírodních materiálů (kůže, sláma, dřevo), takže většinou zetlela. Američtí vědci z Washingtonovy univerzity v St. Louis se ale domnívají, že člověk nechodil bos už před 40 tisíci lety. Žádné obutí z té doby se sice nezachovalo, ale dokladem jsou podle vědců kosterní ostatky tehdejších lidí. Nošení obuvi, ať už jakéhokoliv tvaru se projeví na kostech chodidla, které reagují na mechanický tlak. Profesor Erik Trinkaus na teorii o první obuvi přišel náhodou, když si totiž všiml, že palce na lidské noze se před desítkami tisíc let začaly nápadně rychle zmenšovat. První lidé měli velké silné kosti palců na nohou, aby mohli nosit těžké věci, lézt po stromě a také proto, že víc chodili. Větší byly i ostatní kosti na nohou, což platilo jak pro neandrtálce, tak pro prvního moderního člověka. Při procesu rychlé změny prstů na nohách však zůstávaly silné kosti, což znamená, že byl odstraněn tlak na chodidla, nikoliv však na nohu a jediné možné vysvětlení by byla obuv. Obuv tak před čtyřmi desítkami tisíc let změnila způsob lidské chůze a rozložení jeho váhy při chůzi. Navíc zachované stopy naznačují, že jistotu obuv nosil člověk před více než 70 000 lety.
K nejstarším typům obuvi patří kožené, slaměné nebo dřevěné sandály, běžně nošené hlavně v teplejších krajích, doma nebo na pláži. Římští vojáci nosili boty s ovinovačkami až pod kolena, sedláci ve středověku hrubé škorně. Lucemburkové patrně uvedli do Čech lehké městské střevíce, vojáci nosili holínky. Masové armády 19. století si vynutily hromadnou výrobu pevných vysokých bot, která zlikvidovala řemeslné obuvníky, a ve 20. století se v obuvnictví prosadila guma (holínky, galoše) a plasty (žabky).

## Současnost
Obutí mění tvar lidské nohy i dnes, např. člověk, který chodí bos, má širší chodidla a mezi palcem a ukazováčkem větší mezeru; naopak ženy, které tráví více času v botách na vysokých podpatcích, mívají menší svaly na lýtkách.

## Popis
Podle konstrukce lze obuv rozdělit na tři hlavní typy:
- sandály – tuhá plochá podešev ve tvaru chodidla, přivazovaná řemínky
- topánky a mokasíny z jednoho kusu měkčí kůže, vpředu i na patě sešité směrem vzhůru

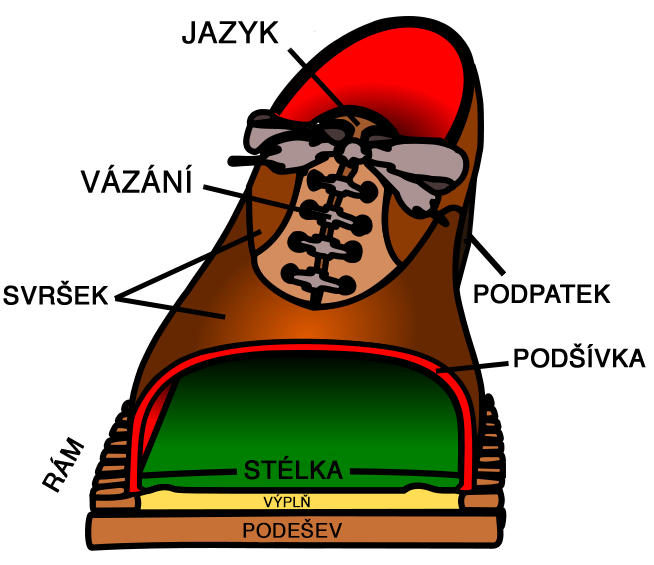
Konstrukce boty (zčásti v řezu)

- venkovní boty a městské a domácí střevíce s pevným rámem a  stélkou (branzol), na niž je svrchu našit či přilepen svršek s jazykem, svazovaný tkaničkami. Na spodní straně bývá vpředu podešev a vzadu podpatek.

## Rozdělení obuvi

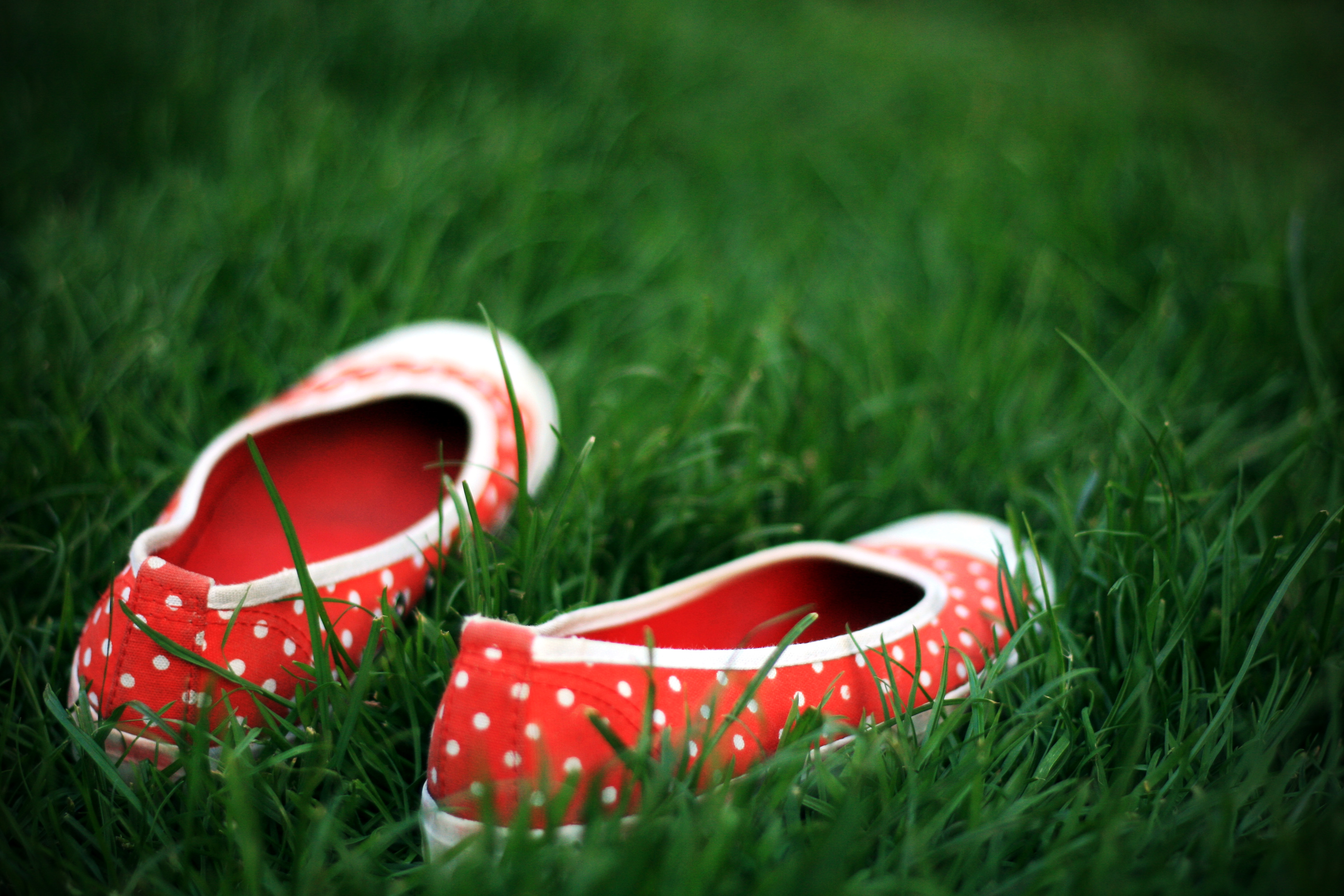
Ukázka obuvi

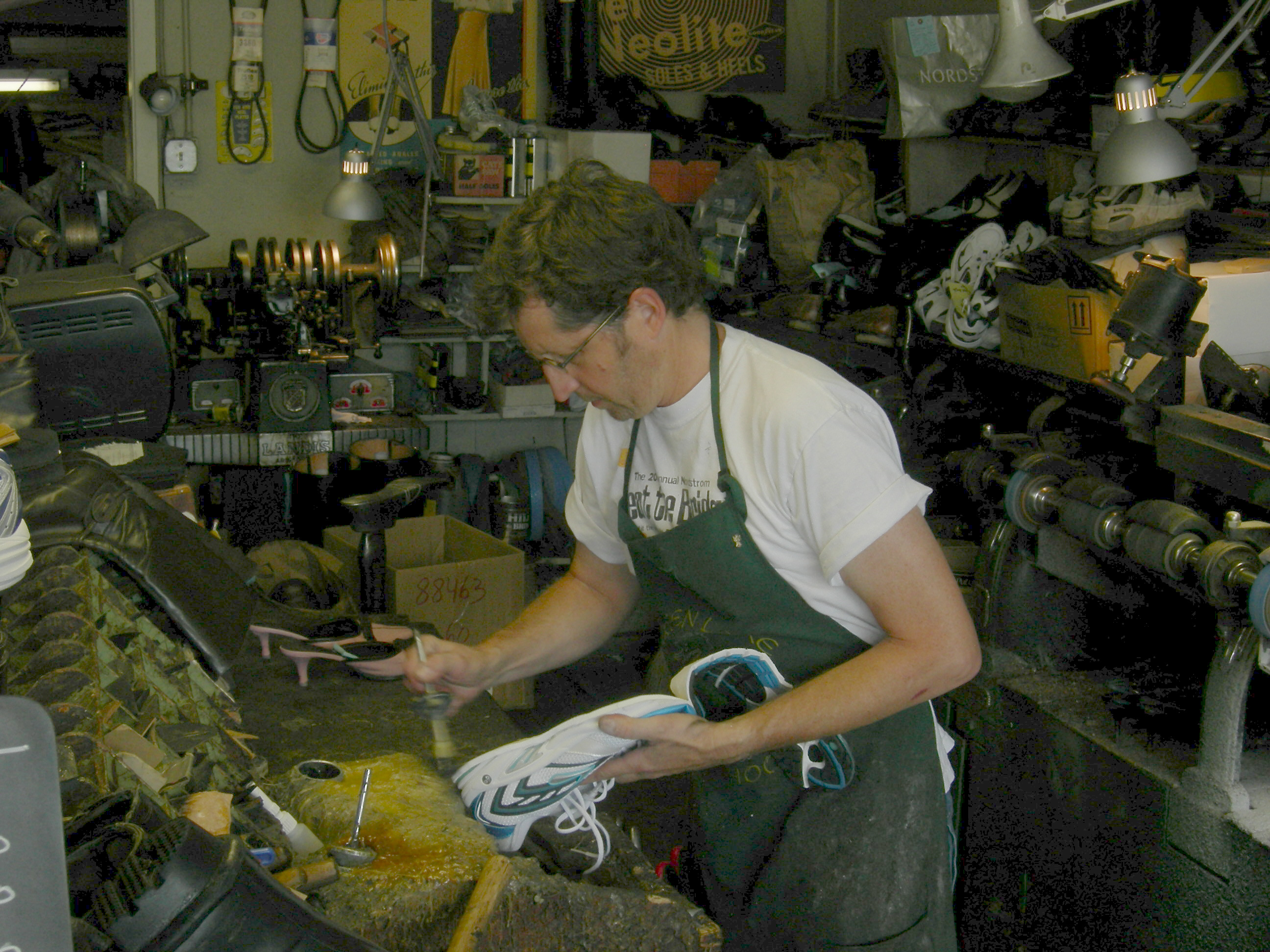
Oprava atletické boty

### Podle účelu
- Domácí
- Koupací
- Ortopedická
- Pracovní
- Sportovní (podle druhu sportu)
- Taneční
- Turistická
- Vojenská
- Vycházková
- Zimní atd.

### Podle tvaru
- Dámská, dětská, pánská
- Plochá, nízká (polobotky), vysoká, válenky
- S vysokým podpatkem

### Podle materiálu
- Dřeváky
- Kožená
- Textilní (bačkory, tenisky)
- Z povrstvené kůže
- Ze syntetických materiálů (imitace kůže, guma, plasty)

### Podle způsobu výroby
- Tovární
- Ručně vyráběná
- Šitá nebo lepená
- Plastová s přímým vstřikem